# Ettore Croce
Ettore Croce (Rocca San Giovanni, 6 maggio 1866 – Rocca San Giovanni, 29 novembre 1956) è stato un politico e pubblicista italiano attivo agitatore sociale, eletto due volte alla Camera dei Deputati.

## Biografia
Figlio del patriota carbonaro Giustino Croce, studiò ingegneria a Roma prima di trasferirsi all'università di Napoli ove frequentò gli ambienti repubblicani, socialisti ed anarchici.

Dopo aver aderito al socialismo nel 1890 venne arrestato per l'organizzazione della manifestazione del 1º maggio. Assolto, venne condannato l'anno seguente a sette mesi di carcere "per istigazione alla ribellione e all'odio di classe". Considerato tra i dirigenti socialisti di maggior rilievo nel 1891 insieme a Filippo Turati partecipò al secondo congresso dell'Internazionale Socialista a Bruxelles.Nel 1893 costituì a Napoli l'Associazione collettivistica che sarebbe poi diventata la Federazione del Mezzogiorno del Partito Socialista Italiano.

Nel 1894 contro di lui venne spiccato un nuovo mandato di cattura a cui si sottrasse fuggendo all'estero. Proseguì la propaganda socialista in Svizzera, Francia, Belgio, raccogliendo poi i ricordi d'esilio nell'opuscolo Sulla via dell'esilio (Napoli, 1896)

Nel 1897 andò a combattere volontario contro l'occupazione turca di Creta insieme ad Amilcare Cipriani. Nel 1898 fu condannato al Domicilio coatto che scontò prima alle Tremiti e poi a Lipari per circa due anni. Durante il periodo di confino scrisse due libri A domicilio coatto. Appunti di un relegato politico (1899) e Nel domicilio coatto. Noterelle di un relegato (1900) pubblicati entrambi nella stessa isola di Lipari dall'editore anarchico Ugo Lambertini. 

Tornato negli Abruzzi, militò in seguito nei ranghi del sindacalismo rivoluzionario occupandosi parallelamente di una casa editrice militante. Nel primo dopoguerra militò fra i socialisti massimalisti dell'Emilia difendendo a livello nazionale, durante il congresso del Psi nel 1919, una mozione presentata dall'ex sindacalista Enrico Leone che preconizzava la creazione dei soviet in Italia. Nel 1919 fu eletto al Parlamento nazionale per il Partito Socialista Italiano nel collegio di Ravenna e nel 1921 in quello di Bologna per il Partito Comunista d'Italia. Di carattere molto indipendente venne però espulso dal PCd'I "per indisciplina" a causa dei suoi contatti con gli anarchici. 
Ettore Croce aderì al PCI fin dalla sua fondazione e fu (nonostante alcuni dissapori) sempre considerato il decano dei comunisti abruzzesi. Docente di matematica dovette lasciare l'insegnamento a causa delle persecuzioni fasciste. Si recò in esilio in Francia, ove rimase fino al 1940, quando rientrò in Abruzzo, riunendo attorno a sé un gruppo di giovani discepoli, tra cui Mario Bellisario. Alla fine degli eventi bellici, rifiutò altre candidature in Parlamento, malgrado le insistenze del proprio partito.
Dopo la morte, il Deputato Raffaele Sciorilli Borrelli, suo biografo, lo commemorò alla Camera

## Opere
- Viva la Francia! Risposta di un repubblicano a due diffamatori, Lanciano, Tip. Del Frentania di Domenico Masciangelo, 1891.
- Sulla via dell'esilio. Frammenti, Napoli, Stab. tip. C. Zomack e f., 1896.
- A domicilio coatto. Appunti di un relegato politico, Lipari, Tip. Pasquale Conti, 1899.
- Nel domicilio coatto. Noterelle di un relegato, Lipari, Pasquale Conti, 1900.
- Da Scilla a Cariddi, Lanciano, 1944.[6][2]